# Jessie Matthews
Pour les articles homonymes, voir Jessie et Matthews.
Jessie Matthews, née le 11 mars 1907 à Soho en Londres et morte le 19 août 1981 à Eastcote dans le Middlesex (aujourd'hui dans le borough londonien de Hillingdon), est une danseuse, chanteuse et actrice anglaise.

## Filmographie
Cinéma
- 1923 : This England : Edward, Prince of Wales
- 1923 : The Beloved Vagabond : Pan
- 1924 : Straws in the Wind : The Village Maiden (non créditée)
- 1931 : Plus rien à perdre : Tommy Tucker
- 1932 : The Midshipmaid : Celia Newbiggin
- 1932 : There Goes the Bride : Annette Marquand
- 1933 : The Man from Toronto : Leslie Farrar
- 1933 : The Good Companions : Susie Dean
- 1933 : Vendredi 13 (Friday the Thirteenth) : Millie the Non-Stop Variety Girl
- 1934 : Le Chant du Danube d'Alfred Hitchcock : Rasi
- 1934 : Toujours vingt ans (Evergreen) de Victor Saville : Harriet Green/Harriet Hawkes
- 1935 : First a Girl : Elizabeth
- 1936 : It's Love Again : Elaine Bradford aka Mrs. Smythe-Smythe
- 1937 : Head Over Heels : Jeanne
- 1937 : Gangway : Pat Wayne
- 1938 : Sailing Along : Kay Martin
- 1938 : Climbing High : Diana Castle
- 1943 : Et la vie recommence : Mildred Trimble
- 1944 : Candles at Nine : Dorothea Capper the Heiress
- 1944 : Victory Wedding : La narratrice
- 1958 : Les Aventures de Tom Pouce : Anne
- 1978 : Le Chien des Baskerville : Mrs Tindale
- 1979 : Second to the Right on Till Morning
- 1980 : Bizarre, bizarre

Télévision
- 1962 : ITV Play of the Week : Postmistress General
- 1976 : Angels
- 1978 : Edward & Mrs. Simpson : Aunt Bessie Merryman
- 1979 : ITV Playhouse : Lady Bluett
- 1980 : A Picture of a Place